# What Is This Thing Called Love?
What Is This Thing Called Love? (« Quelle est cette chose que l'on appelle l'amour? ») est une chanson écrite par Cole Porter pour la comédie musicale Wake Up and Dream (en). Le morceau est devenu un standard de jazz et l'une des compositions les plus populaires de Porter.

## Historique
Wake Up and Dream (en) est la première comédie musicale écrite par Cole Porter pour la scène anglaise, après deux pièces présentées à Paris et plusieurs à New York. Elsie Carlisle (en) chante alors What Is This Thing Called Love? en mars 1929, lors de la première. Wake Up and Dream est jouée 263 représentations à Londres. La comédie est rejouée à New York pour 136 représentations à partir de décembre 1929, où What Is This Thing Called Love? est chanté par Frances Shelley.
Les critiques applaudissant à l'interprétation de Tilly Losch de la chanson[Quand ?].
Ginny Simms l'a interprétée dans le film biographique sur la vie de Porter, Nuit et Jour.

## Analyse
La tonalité oscille entre le mode majeur et le mode mineur. La mélodie se base sur un intervalle de tierce mineure, et le pont est plus lumineux.

## Démarquages
On trouve plusieurs démarquages (réutilisation de la progression harmonique) du morceau, en particulier Hot House de Tadd Dameron,. Il en existe d'autres :
- John Coltrane : Fifth House
- Bill Evans : These Thing Called Changes
- J. J. Johnson : 100 Proof, Cette Chose, Flat Black (Flat Rock)
- Lee Konitz : Subconscious-Lee
- Jackie McLean : Madhouse
- Charles Mingus : Wham Bam Thank You Ma'am, What Love?
- Fats Navarro : Barry's Bop, Fats Flats
- Lennie Niehaus : Malibu Party
- Charlie Shavers : Serenade To A Pair Of Nylons
- Lennie Tristano : Becoming, Supersonic, This is called love

## Versions notables
Après le succès des enregistrements de Ben Bernie et Fred Rich en 1930, le morceau est rapidement devenu un standard. Des versions importantes ont été enregistrées par le pianiste stride James P. Johnson, le clarinettiste Artie Shaw et le guitariste Les Paul.
Les interprétations jazz sont habituellement rapides.
Versions vocales
- Frank Sinatra sur In the Wee Small Hours (1955)
- Bing Crosby (1955)[7]
- Ella Fitzgerald sur Ella Fitzgerald Sings the Cole Porter Song Book (en) (1956)
- Sarah Vaughan, qui cite Hot House dans son solo scat[1]

Versions instrumentales
- Sidney Bechet avec le trompettiste Charlie Shavers, sur un tempo lent[1] (1941)
- Charlie Parker (1952)
- Art Tatum et Lionel Hampton (1955)
- Clifford Brown et Max Roach, avec Sonny Rollins sur At Basin Street (1956)
Cette version, sur un tempo rapide, devient le modèle de la plupart des versions[1]
- J. J. Johnson sur Trombone Master (1957)
- Sonny Rollins sur Night at the Village Vanguard (1957)
- Bill Evans sur Portrait in Jazz (1959)[2]
- Martial Solal sur At Newport '63 (1963) ; sur Portrait in Black and White (avec Éric Le Lann, 2000) ; sur NY-1: Live at the Village Vanguard (2001)
- Keith Jarrett, sur Whisper Not (2000)
- Biréli Lagrène, sur Gipsy Project (2001)
- Kenny Garrett sur Standard of Language (2003)
- Jean-Michel Pilc a consacré tout un album à des variations autour de ce standard : What Is This Thing Called? (2015.)